# Tavirózsák (Monet festményei)

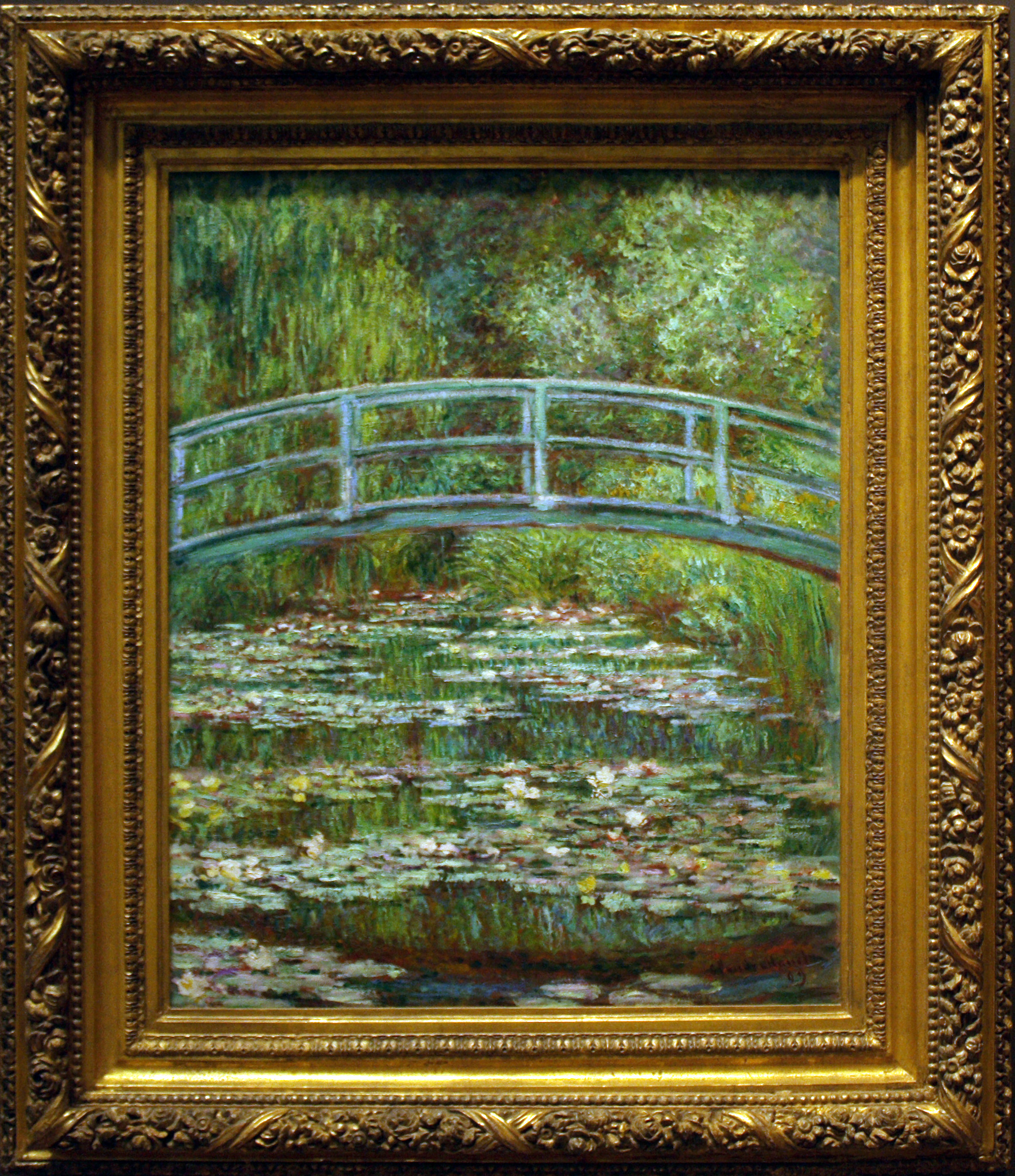
Híd a vízililiomos tó felett

A Tavirózsák (vagy Vízililiomok, esetleg Tündérrózsák) Monet leghíresebb festményeinek sorozata. A nagy francia impresszionista festő erről a kedvenc témájáról mintegy 250 vásznat festett.
Monet szenvedélyes kertész volt, és amikor a Kazlak sorozat meghozta számára az anyagi sikert, 1893-ban vásárolt egy földdarabot tóval a háza mellett, Givernyben, azzal a szándékkal, hogy – saját szavai szerint – létrehozzon valamit, ami kedves a szemnek, és témája lehet festményeinek. Az eredmény a híres kert lett, a még nevezetesebb vízililiomokkal.
1899-ben 18 darabból álló sorozatot kezdett festeni a tó felett átívelő gyaloghídról, amelyek közül tizenkettőt fejezett be, köztük az itt láthatót, még azon a nyáron. A kép függőleges elrendezése, amely ritka ebben a sorozatban, jól kiemeli a vízililiomokat és a tükröződéseket a vízfelületen.
Élete utolsó 30 évében ez a kert lett fő művészi témája, itt festette a vízililiomokról szóló sorozatát.
A festmények egy részét már úgy alkotta, hogy szürkehályogban szenvedett. 1923-ban jobb szemének lencséjét eltávolították, ennek nyomán látása javult, de az egészséges szemnél erősebben érzékelte az ibolyántúli fényt, és így festményei kékesebb árnyalatot kaptak.

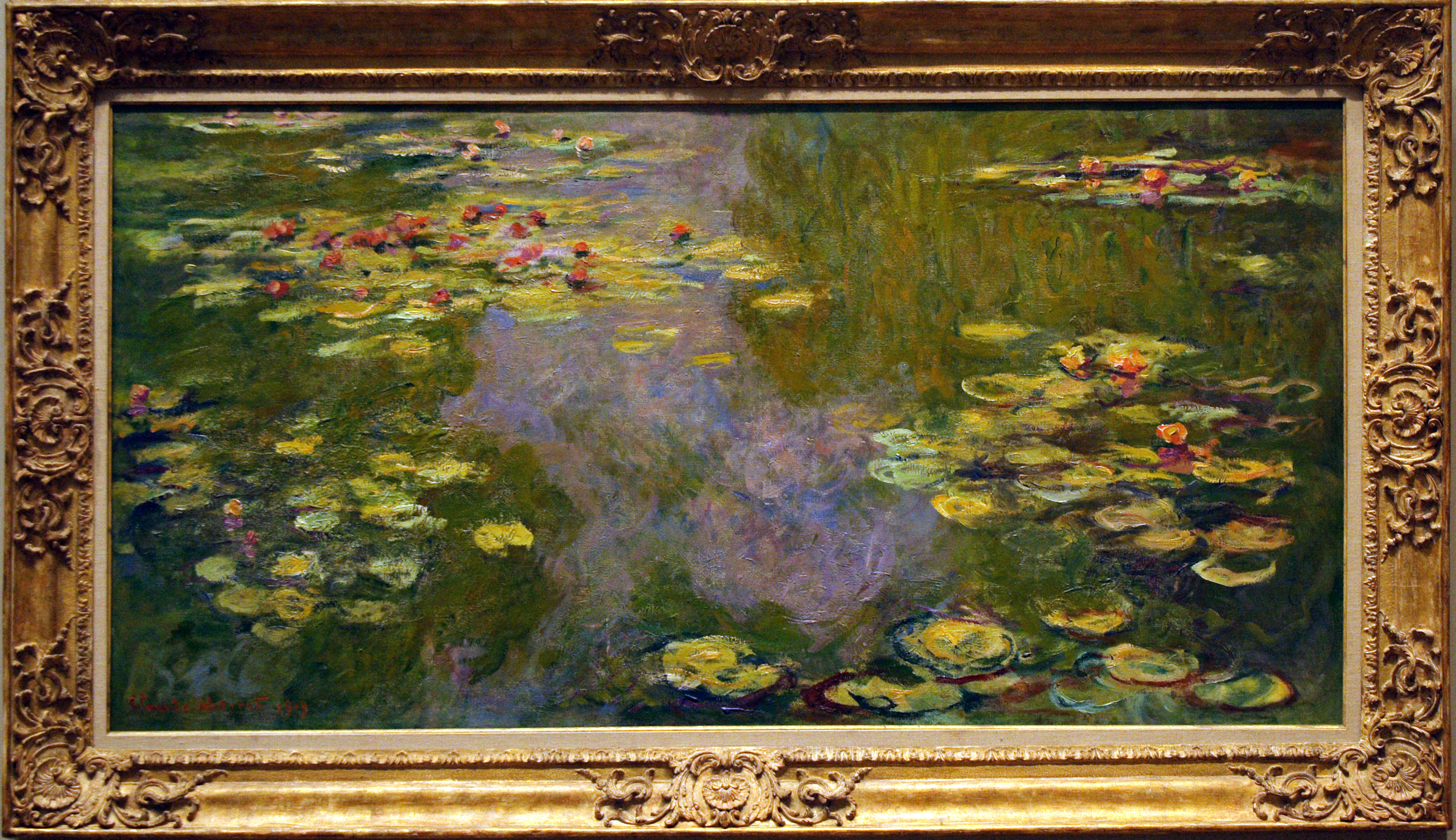
Vízililiomok, 1919

A jobboldalt látható képe egy négy darabos kis sorozat része, amelyet ebben a korszakában kivételes módon befejezett, aláírt és el is adott 1919-ben. A késői munkái körül sokat nem fejezett be teljesen, és nagyon keveset kínált fel eladásra. Egy levelében azt írta, hogy nem elégedett műveivel, de szenvedélyesen dolgozik rajtuk.
Monet tavirózsás festményei megtalálhatók a világ legtöbb híres múzeumában, beleértve a párizsi Marmottan Monet múzeumot, a New York-i Metropolitan-t, a chicagói Art Institute of Chicago-t, a Saint Louis Art Museum-ot, a Carnegie Museum of Art-ot, a Portland Art Museum-ot.
Az 1920-as években a francia állam építtetett két speciális, ovális termet a párizsi Orangerie Múzeumban, ahol Monet nyolc falfestménye a vízililiomokról végleges helyet találhatott. A kiállítás 1927. május 16-án nyílt meg, néhány hónappal Monet halála után. 1999-ben itt gyűjtötték össze Monet hatvan vízililiomos festményét a világ minden sarkából egy kiállításra.
2007 júniusában Monet egyik vízililiomos festménye 18,5 millió fontos árat ért el a Sotheby's aukcióján Londonban.
2008. június 24-én Monet egy másik, hasonló tárgyú vászna, a „Le Bassin Aux Nymphéas” (Tavirózsás medence), csaknem 41 millió fontért kelt el a Christie's aukcióján Londonban, megduplázva a becsült árát.